# Grandia (spel)
Grandia (Japanska: グランディア Gurandia?) är ett japanskt tv-spel först utvecklat för SEGA Sega Saturn konsol senare även släppt till SONY Playstation. Utvecklare Game Arts. Spelet togs emot positivt till Sega Saturn, med poäng upp till 95%. Grandia är också ett av endast två spel till Sega Saturn som har sålt i över 1 miljon exemplar i Japan, det andra är Virtua Fighter 2.